# Società Polisportiva Ars et Labor
O S.P.A.L., um acrônimo para Società Polisportiva Ars et Labor, é um clube de futebol italiano com sede na cidade de Ferrara. Nascido como um círculo religioso-cultural Ars et Labor em 1907, logo se tornou um clube esportivo, afiliando sua seção de futebol à FIGC em 1910 como Ferrara Foot-Ball Club. O ramo esportivo se separou do clube em 1913, assumindo o nome de Societá Polisportiva Ars et Labor, com o time de futebol que se alinhou a esse nome em 1919.
Joga no Estádio Paolo Mazza, com capacidade para 16.753 lugares. As cores do time são azul e branco.
O futebolista brasileiro Carlos Cézar, que jogou no Comercial e no São Paulo, defendeu o SPAL nos anos 60. Fabio Capello (ex-treinador das seleções de Inglaterra e Rússia), iniciou sua carreira de jogador também no SPAL, em 1964.
No final da temporada 2011-12 da Série D, o clube foi excluído por não ter apelado contra sua eliminação pelo Conselho Federal. Foi refundado como Società Sportiva Dilettantistica Real SPAL ainda em 2012, e foi liberado para disputar novamente a Série D.

## Títulos
- Série B:

1950-51, 2016-17

## Uniformes

### Uniformes atuais
| 1º Uniforme | 2º Uniforme |

### Uniformes anteriores
- 2018-19

| 1º Uniforme | 2º Uniforme | 3º Uniforme |

- 2017-18

| 1º Uniforme | 2º Uniforme | 3º Uniforme |

- 2016-17

| 1º Uniforme | 2º Uniforme | 3º Uniforme | 4º Uniforme |